# Réaction carbothermique
Une réaction carbothermique est une réaction chimique qui consiste en une réduction, par le carbone, d'oxydes métalliques généralement. Ces réactions se déroulent le plus souvent à une température de plusieurs centaines de degrés Celsius. Elles permettent d'obtenir des formes pures — corps simples — de nombreux éléments chimiques. Tous les métaux ne peuvent cependant être réduits de cette façon, et cette possibilité peut être déduite de leur diagramme d'Ellingham : ainsi, le sodium et le potassium ne se prêtent pas à cette réaction.
Les réactions carbothermiques produisent du monoxyde de carbone CO et, parfois, du dioxyde de carbone CO2. La facilité de ces conversions est attribuable à l'entropie de la réaction : deux solides, l'oxyde métallique et le carbone, réagissent pour donner un solide, le métal, et un gaz, l'oxyde de carbone, ce dernier ayant une entropie élevée. La chaleur est nécessaire pour permettre la réaction des deux solides entre eux en favorisant leur diffusion.
L'exemple emblématique de réaction carbothermique est la réduction, accompagnée de la fusion, du minerai de fer par combustion de coke dans des hauts fourneaux pour donner de la fonte brute. De nombreuses réactions s'y déroulent simultanément, et c'est le monoxyde de carbone (CO) à l'état gazeux qui est responsable de la réduction de l'oxyde de fer en fer métallique. Cependant, l'équation globale de réduction de l'oxyde de fer par le carbone peut s'écrire de façon simplifiée comme suit :
2 Fe2O3 + 3 C ⟶ 4 Fe + 3 CO2.
À une échelle plus modeste, de l'ordre d'un million de tonnes de phosphore est produit chaque année par réduction carbothermique. Du phosphate de calcium Ca3(PO4)2 est chauffé de 1 200 à 1 500 °C avec du sable, essentiellement constitué de dioxyde de silicium SiO2, et avec du coke, pour produire du phosphore blanc P4. La réaction simplifiée de ce processus à partir de fluorapatite Ca5(PO4)3F s'écrit ainsi :
4 Ca5(PO4)3F + 18 SiO2 + 30 C → 3 P4 + 30 CO + 18 CaSiO3 + 2 CaF2.
Le procédé Leblanc, utilisé au XIXe siècle avant d'être supplanté par le procédé Solvay, faisait intervenir la thermo-réduction chimique du sulfate de sodium Na2SO4 par du charbon en absence d'oxygène :
Na2SO4 + 2 C → Na2S + 2 CO2.
Le sulfure de sodium Na2S ainsi obtenu était ensuite traité au carbonate de calcium CaCO3 pour donner du sulfure de calcium CaS et le carbonate de sodium Na2CO3 recherché.
Na2S + CaCO3 → CaS + Na2CO3
Les réactions carbothermiques peuvent être couplées à d'autres réactions. C'est par exemple le cas du procédé au chlorure (en) de séparation du titane à partir d'ilménite FeTiO3, son principal minerai. Dans ce procédé, un mélange de carbone et de minerai réduit en poudre est chauffé à 1 000 °C dans un flux de chlore Cl2 pour former du tétrachlorure de titane TiCl4 :
2 FeTiO3 + 7 Cl2 + 6 C → 2 TiCl4 + 2 FeCl3 + 6 CO.
Le titane fait partie des métaux pour lesquels une réaction carbothermique ne donne pas le métal pur mais un carbure. Il se forme également des carbures lors du traitement de l'oxyde de chrome(III) Cr2O3 avec du carbone à haute température ; c'est pour cette raison que l'aluminium est employé comme réducteur dans ce cas.